# Weymer Creek Park
Weymer Creek Park är en park i Kanada.   Den ligger i Strathcona Regional District och provinsen British Columbia, i den sydvästra delen av landet, 3 800 km väster om huvudstaden Ottawa. Weymer Creek Park ligger 870 meter över havet.
Terrängen runt Weymer Creek Park är huvudsakligen bergig, men åt sydväst är den kuperad. Trakten runt Weymer Creek Park är nära nog obefolkad, med mindre än två invånare per kvadratkilometer.. Närmaste större samhälle är Tahsis, 5,7 km nordväst om Weymer Creek Park. 
I omgivningarna runt Weymer Creek Park växer i huvudsak blandskog.